# Nglorog (Sragen)
Nglorog is een bestuurslaag in het regentschap Sragen van de provincie Midden-Java, Indonesië. Nglorog telt 6700 inwoners (volkstelling 2010).